# Pharetrophora flavator
Pharetrophora flavator är en stekelart som först beskrevs av Aubert och Shaumar 1978.  Pharetrophora flavator ingår i släktet Pharetrophora och familjen brokparasitsteklar. Inga underarter finns listade i Catalogue of Life.